# Stenhypena maculifera
Stenhypena maculifera är en fjärilsart som beskrevs av Joannis 1929. Stenhypena maculifera ingår i släktet Stenhypena och familjen nattflyn. Inga underarter finns listade i Catalogue of Life.